# Aeroporto di Butuan
L'aeroporto di Butuan (tagallo: Paliparan ng Butuan) (IATA: BXU, ICAO: RPME), definito come principale di classe 1 dalle autorità dell'aviazione civile filippina, è un aeroporto filippino situato nella parte settentrionale dell'isola di Mindanao nella regione di Caraga, nella provincia di Agusan del Norte, a circa 7 chilometri a ovest della città di Butuan. La struttura è dotata di una pista di asfalto lunga 1966 m, l'altitudine è di 43 m, l'orientamento della pista è RWY 12-30.